# Шамкірський район
Шамкірський район (азерб. Şəmkir rayonu) — адміністративна одиниця на заході Азербайджану. Адміністративний центр - місто Шамкір. Попередня назва — Шамхорський район.

## Історія
Район було утворено 1930 року на території колишнього Шамхорського повіту Бакинської губернії, створеного у 1920 році.

## Політична ситуація
Главою Шамкірського району є Глава виконавчої влади. Глави виконавчої влади: 
- Мамедов Б. А. — до 11 серпня 1993
- Асланов, Аслан Алі огли — з 11 серпня 1993 до 11 квітня 2005
- Веїсов, Назім Вейс огли  — з 11 квітня 2005